# 徐懋升
徐懋升（1573年—1620年），字元舉，明末文人，錢塘（今浙江杭州）人。

## 生平
喜愛看書，對詩詞歌賦、書畫、音樂等均有深入研究。 重刻《留青日札》（文獻作《留青日劄》）對其進行了刪節，去除繁蕪，僅存六卷，名為《留留青》。與明代許多文人交往甚密，如黃汝亨、虞淳熙等。與其往返書信，記錄了當時文人的生活和思想。

## 家庭
岳父田藝蘅